# Ngarrindjeri

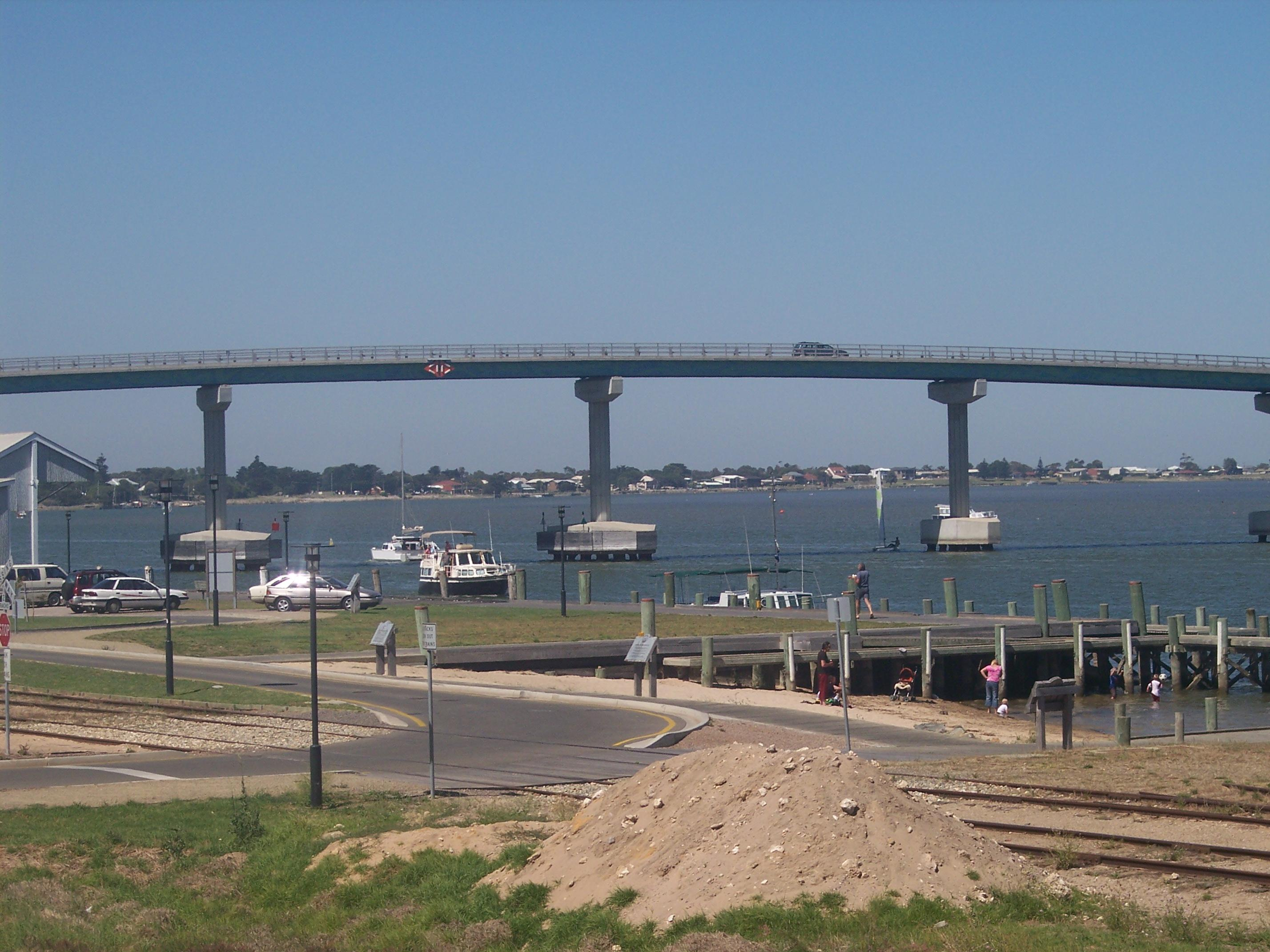
Vista del puente que une la isla de Hindmarsh con los muelles de Goolwa.

Los ngarrindjeri (que significa "la gente") son un grupo de dieciocho clanes con un lenguaje dialectal similar y conexiones familiares que tradicionalmente habitaban en la parte baja del río Murray, entre la península Fleurieu y el Parque Nacional Coorong, en Australia Meridional.
En la época en que llegaron los europeos había 6.000 ngarrindjeri y son el único grupo tribal de Australia cuyas tierras se hallan a menos de 100 kilómetros de una capital, Adelaida, y han sobrevivido como pueblo.
En la década de 1990 se hicieron muy populares por su oposición a la construcción del puente que une la ciudad de Goolwa con la isla de Hindmarsh.